# Cormontreuil

Cormontreuil este o comună în departamentul Marne, Franța. În 2009 avea o populație de 6,165 de locuitori.